# Alstroemeria graminea
Alstroemeria graminea es una especie fanerógama, herbácea, perenne y rizomatosa perteneciente a la familia de las alstroemeriáceas. Es endémica del norte de Chile.

## Taxonomía
Alstroemeria graminea fue descrita por  Rodolfo Amando Philippi, y publicado en Anales de la Universidad de Chile 93: 161. 1896.
Etimología
Alstroemeria: nombre genérico que fue nombrado en honor del botánico sueco barón Clas Alströmer (Claus von Alstroemer) por su amigo Carlos Linneo.
graminea: epíteto latino que significa "herbácea".